# Coventry (Vermont)
Pour les articles homonymes, voir Coventry (homonymie).
Coventry est une ville américaine située dans le Comté d'Orleans, dans le Vermont. Selon le recensement de 2020, sa population est de 1 100 habitants.